# Feira do Livro de Ulã Bator

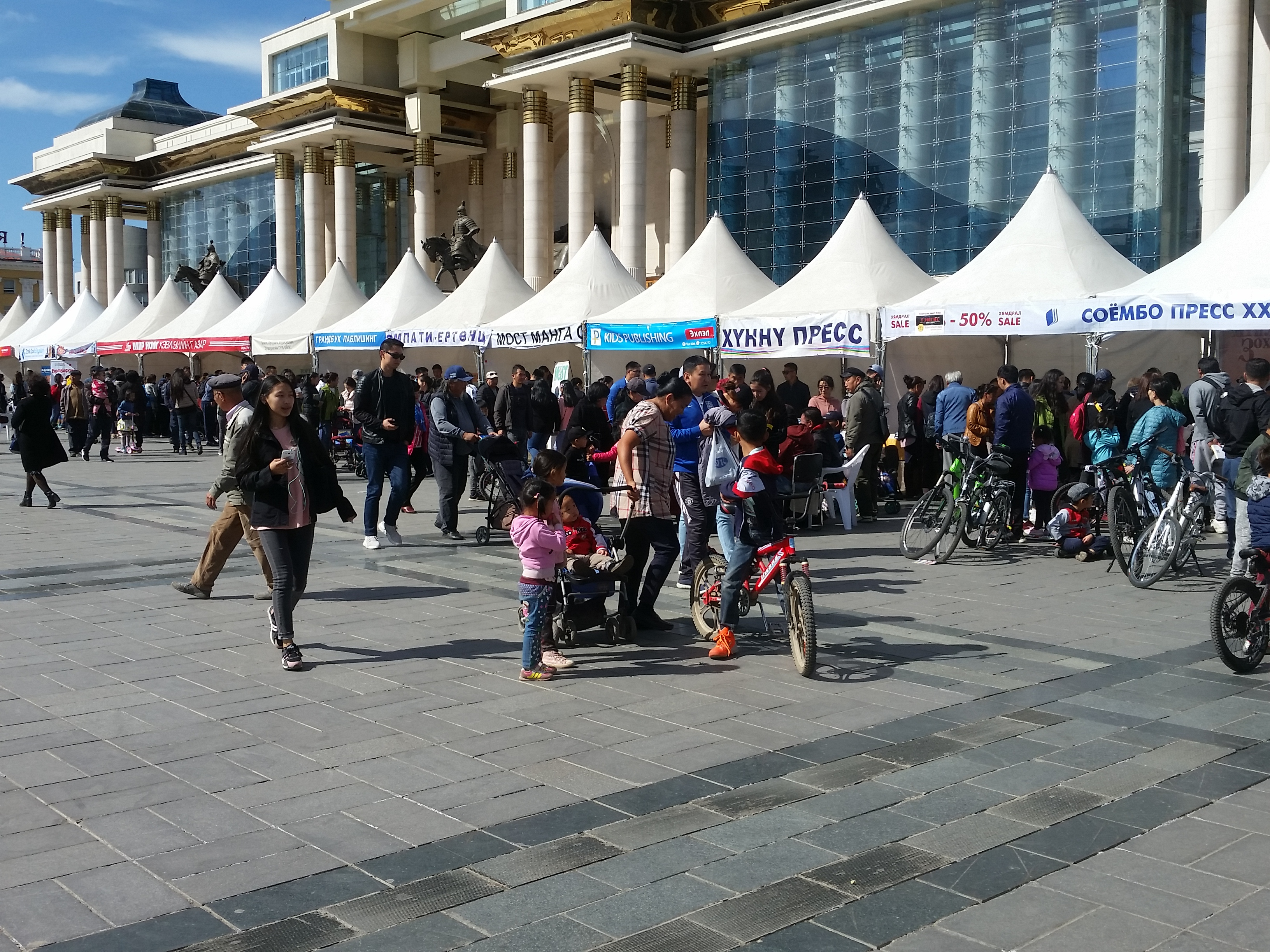
Feira do Livro de Ulã Bator

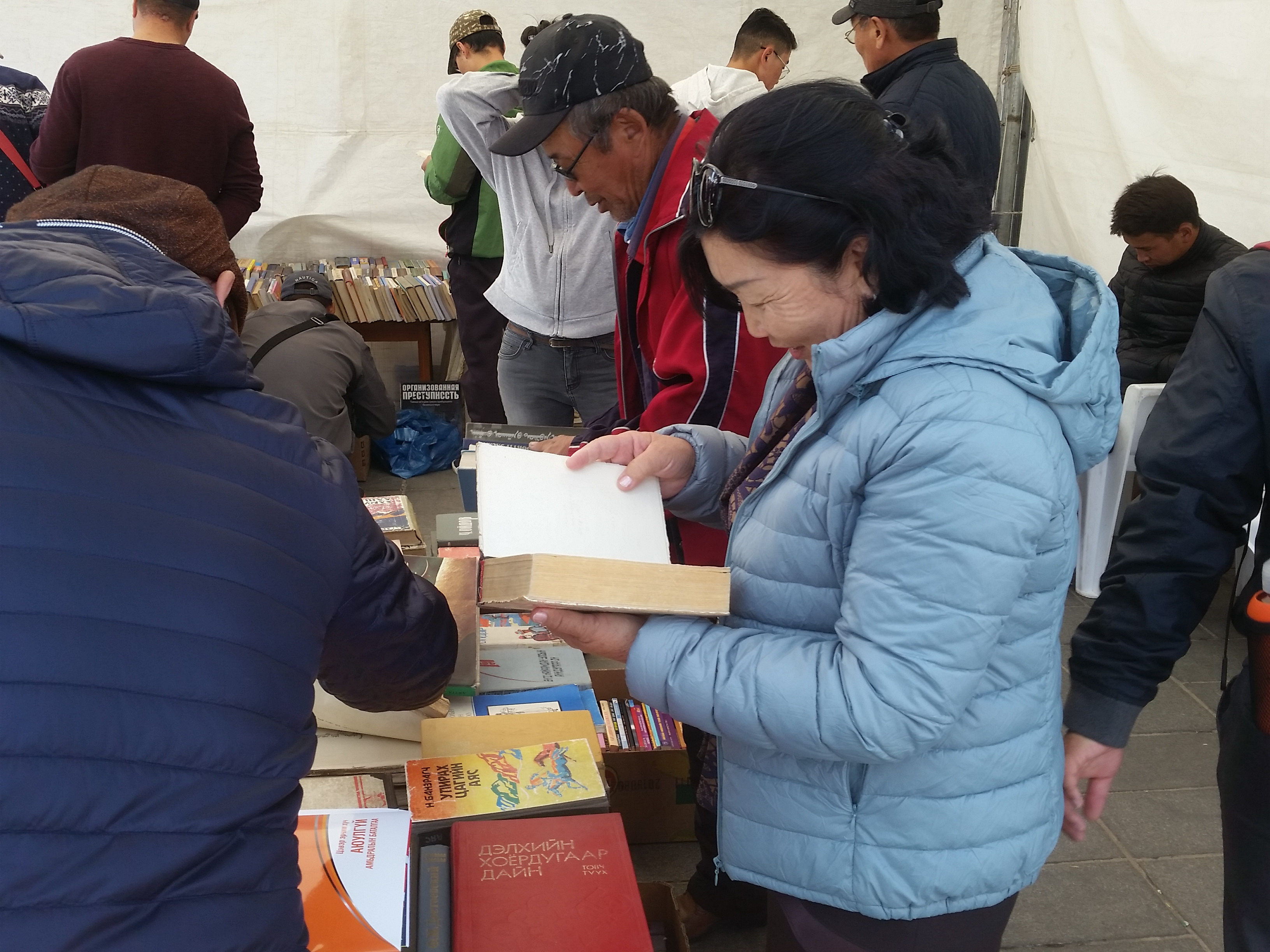
Leitores que verificam livros na feira do livro

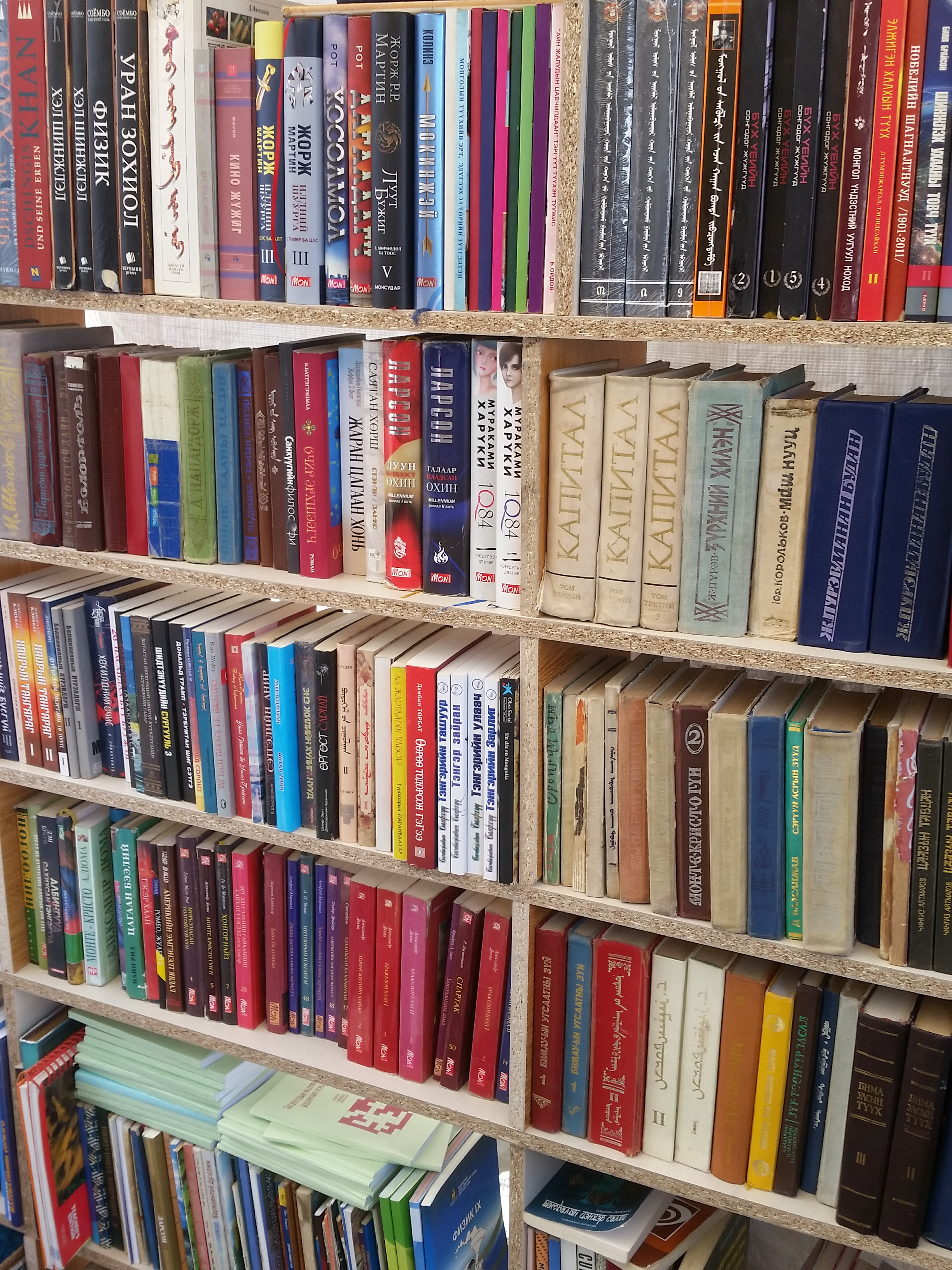
Durante a feira do livro, também são realizadas vendas e trocas de livros antigos.

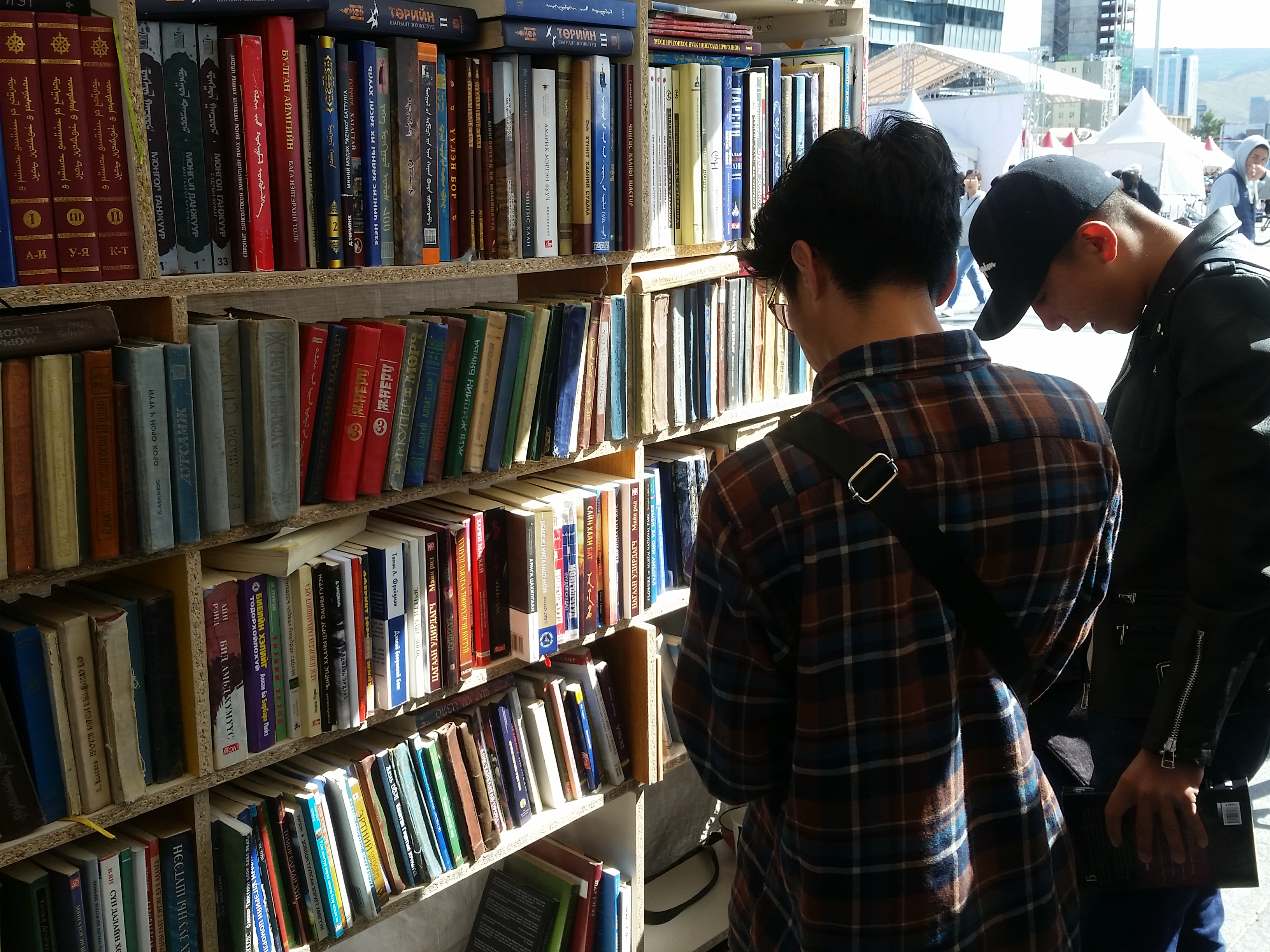
Leitores que verificam livros na feira do livro

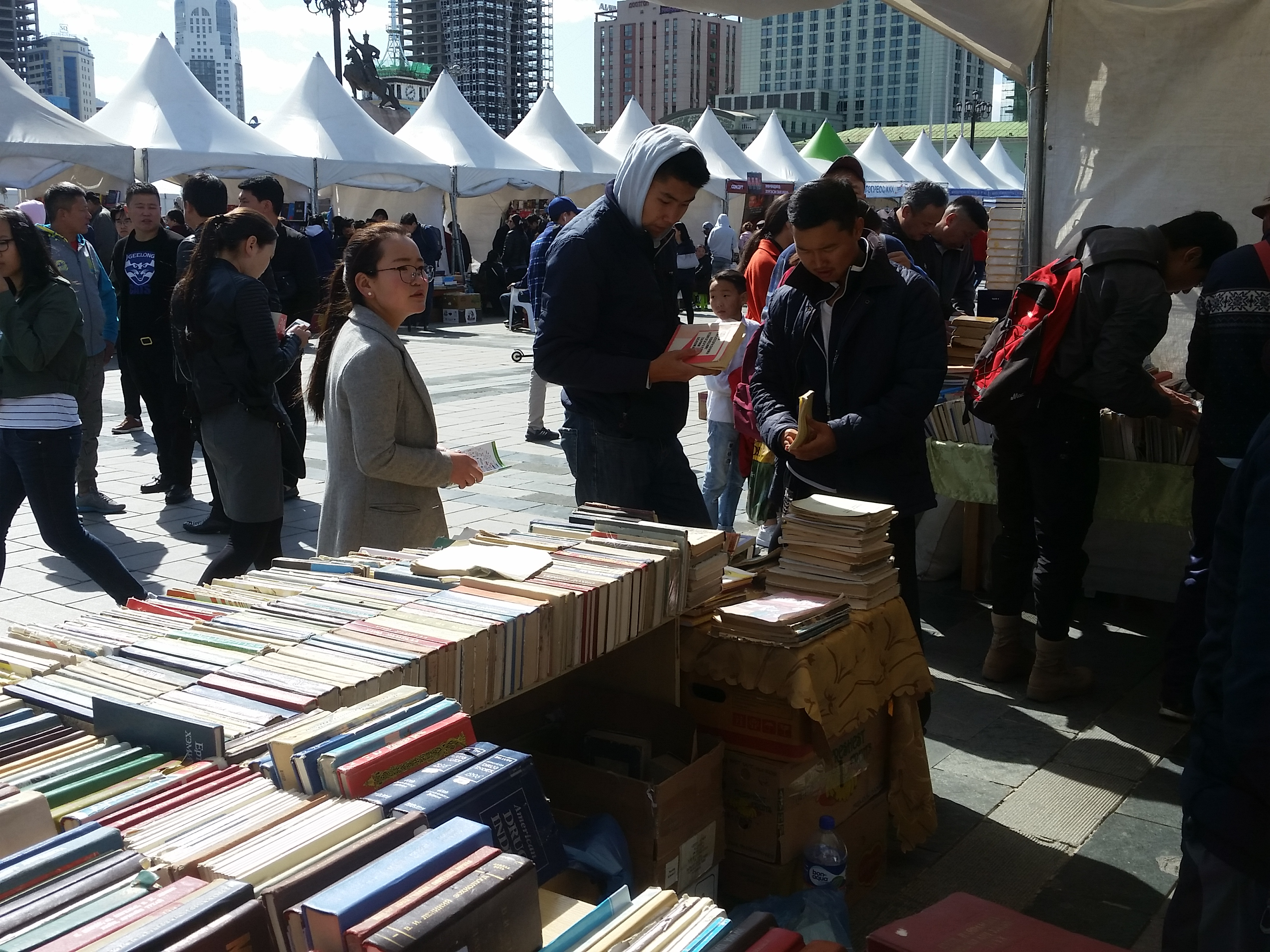
Leitores que verificam livros na feira do livro

A Feira do Livro de Ulã Bator é organizada todos os anos em maio, durante a primavera, e em setembro, durante o outono. Mais de 300 autores e mais de 120 editoras e organizações relacionadas participam deste evento. Este evento é organizado pelo departamento cultural da cidade e pelo Ministério da Educação. Esta feira de livros permite que os leitores se familiarizem com os livros mais recentes, encontrem autores e participem de suas palestras, se conectem em rede e ampliem suas experiências culturais.  

## Fonte
1. ↑  Feira do Livro de Ulã Bator 2019 aberta
2. ↑  A feira do livro de Ulaanbaatar foi aberta na praça Sukhbaatar
3. ↑  'Feira do Livro de Ulaanbaatar' será celebrada na praça Chinggis